# うさぎのマシュー
『うさぎのマシュー』は、主婦と生活社のウェブコミックサイト・パチクリ!で連載されているマシューによる4コマ漫画。または、同作を原作とするテレビアニメ。

## 登場人物
マシュー
声 - 竹達彩奈
本作の主人公。うさぎ。
ケロン
声 - 川上千尋
カエル。
ハム
声 - 明坂聡美
ハムスター。

## スタッフ
- 原作：クオン、MMDGP
- 監督：カンザキジュン
- 脚本：井沢ひろし
- 音響監督：大室正勝
- 音響効果：古谷友二（スワラ・プロ）
- 音響制作：ダックスプロダクション
- アニメーション制作：勝鬨スタジオ
- 製作：クオン、MMDGP、アスミックエース、MAGNET、キングレコード

## 主題歌
「たのしあわせ」
作詞・作曲・編曲	たむらぱん
歌：マシュー（竹達彩奈）、ケロン（川上千尋）、ハム（明坂聡美）

## 各話リスト
| 回数 | サブタイトル                   |
| ---- | ------------------------------ |
| 1    | 3匹の紹介                      |
| 2    | かざぐるま                     |
| 3    | 不思議な穴                     |
| 4    | ハムのダンス                   |
| 5    | 泳げないケロンくん             |
| 6    | 木の実を取る                   |
| 7    | ふわふわ畑                     |
| 8    | マシューの家の紹介             |
| 9    | ケロンの家に行く               |
| 10   | ケロンの池の石垣を作る         |
| 11   | ハムのほおぶくろ               |
| 12   | 目が悪いケロン                 |
| 13   | マシューがケロンのメガネを作る |
| 14   | 照れるマシュー                 |
| 15   | ケロくんのお宅訪問             |
| 16   | 坂道で近道                     |
| 17   | ふわふわ草の綿毛               |
| 18   | きのこの傘                     |
| 19   | ケロくんの船                   |
| 20   | ふーふーしよう                 |
| 21   | ケロくんの苦手なもの           |
| 22   | みんなのしっぽ                 |
| 23   | ケロくんとタケノコ             |
| 24   | ジャムづくり                   |
| 25   | 好きなもの                     |
| 26   | 楽器を鳴らそう                 |
| 27   | ハムの鼻ちょうちん             |
| 28   | ケロンの呪い                   |
| 29   | ハムの日常                     |
| 30   | 居心地のいい場所               |
| 31   | 知恵の輪                       |
| 32   | くるみの森                     |
| 33   | ケロンのメガネ                 |
| 34   | ハムの苦手なもの               |
| 35   | ケロくんのふとん               |
| 36   | 空のキラキラ                   |
| 37   | じゃがいも畑                   |
| 38   | ケロンの天敵                   |
| 39   | 海を見るマシュー               |
| 40   | かくれんぼ                     |
| 41   | 空のプレゼント                 |
| 42   | 湖さんの休日                   |
| 43   | ハムのほおぶくろ               |
| 44   | 楽しくないこと                 |
| 45   | 風邪                           |
| 46   | 幸せゲーム                     |
| 47   | 泳げなくても                   |
| 48   | カエルのたまご                 |
| 49   | スイスイケロン                 |
| 50   | わすれんぼマシュー             |
| 51   | 迷子になっちゃった！           |
| 52   | 悪い日もいい日も               |

### 放送局
| 放送期間               | 放送時間                     | 放送局     | 対象地域   | 備考                                            |
| ---------------------- | ---------------------------- | ---------- | ---------- | ----------------------------------------------- |
| 2018年4月5日 - 不明    | 木曜 21:54 - 22:00           | TOKYO MX   | 東京都     | あにまる劇場内                                  |
| 2018年4月25日 - 不明   | 日曜 2:59 - 3:03（土曜深夜） | 中京テレビ | 中部広域圏 | ニャンだ?フル チャンネル内                      |
| 2018年7月13日 - 不明   | 金曜 2:35 - 2:36（木曜深夜） | ABCテレビ  | 近畿広域圏 | 初回開始時間は金曜 2:42（木曜深夜）             |
| 2019年4月7日 - 9月29日 | 日曜 22:54 - 23:00           | BS11       | 日本全域   | BS放送 / 2話連続 / 今日もツノがあるとセット放送 |